# Arbois
Arbois je naselje in občina v vzhodnem francoskem departmaju Jura regije Franche-Comté. Leta 2009 je naselje imelo 3.494 prebivalcev.

## Geografija
Kraj leži v pokrajini Franche-Comté ob reki Cuisance, 48 km južno od Besançona. Nahaja se v središču vinogradniškega področja, na katerem pridelujejo istoimensko vino s kontroliranim poreklom

## Uprava
Arbois je sedež istoimenskega kantona, v katerega so poleg njegove vključene še občine Abergement-le-Grand, Les Arsures, La Châtelaine, La Ferté, Mathenay, Mesnay, Molamboz, Montigny-lès-Arsures, Les Planches-près-Arbois, Pupillin, Saint-Cyr-Montmalin, Villette-lès-Arbois in Vadans s 6.181 prebivalci.
Kanton Arbois je sestavni del okrožja Lons-le-Saunier.

## Zanimivosti
- romansko gotska cerkev sv. Justa z utrjenim 75 metrov visokim zvonikom iz 12. stoletja,
- grad - trdnjava Château Pécauld iz 13. stoletja; vinski muzej,
- hiša z osebnim laboratorijem Louisa Pasteurja.

## Osebnosti
- Jean-Charles Pichegru (1761-1804), general;

## Pobratena mesta
- Douroula (Burkina Faso),
- Hausach (Baden-Württemberg, Nemčija),
- Panciu (Moldavija, Romunija).